# Rieux-Minervois
Rieux-Minervois är en kommun i departementet Aude i regionen Occitanien  i södra Frankrike. Kommunen ligger  i kantonen Peyriac-Minervois som ligger i arrondissementet Carcassonne. År 2022 hade Rieux-Minervois 1 966 invånare.

## Befolkningsutveckling
Antalet invånare i kommunen Rieux-Minervois
Referens: INSEE